# Йени джамия (Воден)
Вижте пояснителната страница за други значения на Йени джамия.
Йени джамия (на гръцки: Γενί Τζαμί, Йени Дзами, на турски: Yeni Camii, Йени Джамии) е бивш мюсюлмански храм във Воден (Едеса), Гърция.
Построена е в 1904 година със средства на солунския валия Хасан Фехми паша и тогава е шестата джамия в града. Сградата е повлияна от византийската архитектура и по-точно от „Света София“ в Константинопол. Обявена е за паметник на културата в 1934 година и отново в 1937 година.
В 1942 година в джамията отваря врати градският музей. Днес сградата на джамията се използва като изложбена площ за археологически находки. Йени джамия е единствената запазена в оригиналния си вид джамия в града, като останалите са разрушени или трансформирани.